# Nebulosa variabile

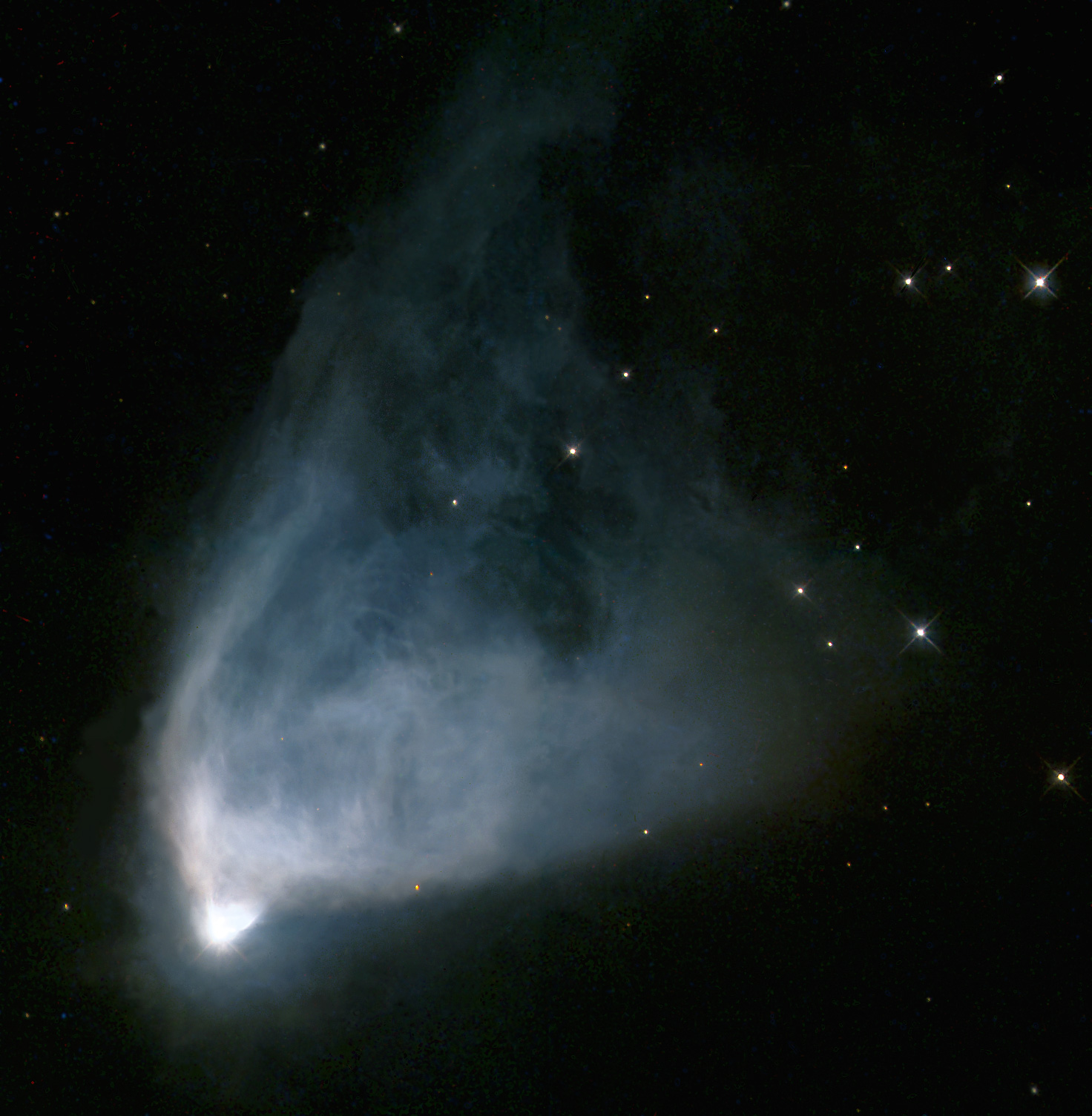
Una foto di NGC 2261 del Telescopio spaziale Hubble, un classico esempio di nebulosa variabile.

Una nebulosa variabile è una nebulosa a riflessione che cambia di luminosità a causa dei cambiamenti nelle stelle che la illuminano, e che per differenti fattori muta la propria forma.
Generalmente alle nebulose variabili sono associate stelle variabili di recente formazione, come la nebulosa di Hubble NGC 2261 e la nebulosa di Hind.
Questi oggetti stellari giovani, detti anche YSO (dall'inglese Young Stellar Object), e si possono trovare nelle nubi molecolari poste nei bracci a spirale della Via Lattea e solamente quelli a noi più prossimi possono essere osservati, anche se si ritiene che il fenomeno sia alquanto diffuso; prevalentemente sono rintracciabili nell'infrarosso e sono nascosti fra le nubi di polvere e gas della nostra galassia. Ad ogni modo questo fenomeno non è del tutto compreso e varia a seconda delle caratteristiche, anche perché le variazioni avvengono in una scala temporale breve e necessitano di continui controlli.

La nebulosa Eta Carinae mostra anch' essa una certa variabilità.

Eta Carinae ed R Aquarii sono anch'esse variabili, ma la loro formazione è una conseguenza di differenti processi.
Nel caso di Hubble 2261 i cambiamenti non corrispondono a quelli della stella qui presente; ed il modello che viene ora maggiormente accettato dice che probabilmente la stella stessa è avvolta da un disco protoplanetario di forma toroidale che a causa della propria inclinazione rispetto alla nostra linea di vista, oscura la componente della parte meridionale provocando l'effetto di variabilità. I forti venti della giovane stella respingono indietro il materiale che a causa della gravità tenta di ricadere dentro, e questo materiale va a formare la nebulosa in questione.